# 郑畋
郑畋（825年—883年），字台文，荥阳（今属河南）人，唐末宰相。以镇压黄巢民變而知名。

## 生平
曾祖鄭鄰、祖父鄭穆皆进士及第。外祖父李翱。其父郑亚更连中进士、贤良方正、书判拔萃三科，官桂管观察使。宝历元年（825年）鄭畋生於桂州，小字桂兒。会昌二年（842年）中进士，仕藩镇幕府。咸通五年（864年）进入朝廷，累次升官至中书舍人。十年，迁户部侍郎。十一年，充翰林学士。后来因在起草贬刘瞻的诏书时名贬实褒，被宰相路岩贬为梧州刺史。
唐僖宗即位后，郑畋先官内徙郴、绛二州，后被封为右散骑常侍。乾符四年（877年），兼兵部尚书、集贤殿大学士。乾符五年（878年），因反对招安黄巢被罢官。广明元年（880年），郑畋出任凤翔节度使。同年冬，黄巢攻入长安，僖宗出逃蜀地。郑畋组织军队抗击黄巢军。中和元年（881年），郑畋败黄巢部将尚让等于龙尾陂（今陕西岐山东），又与西北诸镇约盟，号召藩镇合兵攻打长安。不久，其部将李昌言兵变，赶走了郑畋。于是郑畋被罢黜为太子少傅。二年，朝廷召郑畋至成都，复官以司空、门下侍郎、同中书门下平章事，主管军务。三年，黄巢军从长安撤退，僖宗回到长安。时权宦田令孜及其兄剑南西川节度使陈敬瑄与郑畋不和，排挤郑畋，乃投其子于彭州（今四川彭州）。不久病逝。
有子郑凝绩字裕圣，户部侍郎；孙郑绍余，字垂芳。女儿嫁给相如令李德休。

## 詩作
- 馬嵬坡

玄宗回馬楊妃死，雲雨雖忘日月新。

終是聖明天子事，景陽宮井又何人？